# Wangzhan
Wangzhan (kinesiska: 王占, 王占乡) är en socken i Kina. Den ligger i provinsen Henan, i den centrala delen av landet, omkring 79 kilometer nordväst om provinshuvudstaden Zhengzhou.
Genomsnittlig årsnederbörd är 693 millimeter. Den regnigaste månaden är juli, med i genomsnitt 183 mm nederbörd, och den torraste är december, med 3 mm nederbörd.